# Diogo de Oliveira
Diogo de Oliveira Barbosa (São Paulo, 4 de diciembre de 1996) es un futbolista brasileño que juega como delantero. Su equipo actual es el Paysandu SC de la Serie B de Brasil.

## Trayectoria

### Vasco da Gama sub-23
Fichó por el equipo sub-23 del Vasco da Gama tras su pasaje por el Elosport Capão Bonito.

### Plaza Colonia
En enero de 2020 fue fichado por Plaza Colonia de la Primera División de Uruguay. En el equipo uruguayo pudo debutar como futbolista profesional, además terminó coronados campeón del torneo apertura 2021. Jugó un total de 44 partidos en el conjunto de Colonia, entre el campeonato local y a nivel Conmebol en la Copa Sudamericana marcando 12 goles a nivel local.

### Universidad Nacional
Fichó en calidad de préstamo del Plaza Colonia por el club Universidad Nacional de México para el Apertura 2021.

## Palmarés

### Campeonatos nacionales
| Título          | Club          | País    | Año  |
| --------------- | ------------- | ------- | ---- |
| Torneo Apertura | Plaza Colonia | Uruguay | 2021 |